# Matt Nover
Matt Nover (Chesterton, Indiana, 23 de septiembre de 1970) es un exjugador de baloncesto estadounidense que se nacionalizó portugués. Actuaba habitualmente en la posición de ala-pívot, aunque también tenía los conocimientos técnicos para jugar como pívot. Representó a Portugal a nivel internacional. 

## Trayectoria
Nover jugó cuatro temporadas con los Indiana Hoosiers en la División I de la NCAA, actuando en la posición de pívot. 
Se presentó al Draft de la NBA de 1993, pero no fue elegido por ningún equipo. En consecuencia, decidió desarrollar una carrera como baloncestista profesional fuera de su país.
Jugó en Italia y Suiza antes de arribar a Portugal como refuerzo del Illiabum. Ese país europeo se convertiría más tarde en algo crucial para su carrera, pero antes jugaría en Australia, Puerto Rico y Japón.
En agosto de 2000 regresó a Portugal, contratado por el Benfica. Fue, junto a su compatriota Bryan Crabtree, el jugador más destacado de su equipo.
En mayo de 2001 se unió al Aveiro Esgueira, club para el que jugaría hasta 2003.
Tras un fugaz paso por el Queluz, fue fichado por el CB Murcia de la Liga LEB de España como un refuerzo temporario para el tramo final de la temporada 2002-03. Con el ascenso a la Liga ACB, Nover permaneció en el equipo, pero fue desvinculado a comienzos de 2004 por su bajo rendimiento.
Volvió a Portugal, donde se dedicó a entrenar equipos juveniles y a participar esporádicamente como jugador en la máxima categoría y en torneos del ascenso local.

## Selección nacional
En 2001 decidió adquirir la nacionalidad portuguesa, lo que lo habilitó a jugar con la selección de baloncesto de Portugal. Defendió de ese modo a los portugueses ante otros combinados europeos.

## Vida personal
Nover actuó en la película Blue Chips de 1994 junto con sus colegas Shaquille O'Neal y Penny Hardaway. Allí interpreta al personaje de Ricky Roe, un muchacho granjero que es reclutado ilegalmente por una universidad para jugar al baloncesto con su equipo.